# Выкупная сумма
Выкупная сумма — это деньги, которые страховщик выплачивает страхователю в случае, если последний решил разорвать договор страхования жизни.

## Описание
Выкупная сумма по своему размеру всегда меньше, чем страховая сумма. Когда происходит расчёт выкупной суммы, в том числе считается также дополнительный инвестиционный доход, который начисляется клиенту за тот период, пока действовал договор страхования. Выкупная сумма — это стоимость резерва премий, который был накоплен на день досрочного расторжения договора. Выкупная сумма увеличивается со временем — от 0 % до 99 % от суммы сделанных взносов в зависимости от правил страхования и условий договора.
В правилах страхования многих компаний по страхованию жизни предусматривается, что в  первый год или два года действия договора выкупная сумма равна нулю, если страховая премия вносится в рассрочку.
Досрочное расторжение договора возможно в долгосрочном страховании жизни. Так как это страхование — накопительное, то клиент может получить часть внесённых средств в виде выкупной суммы. Размер страховой суммы устанавливается страховой компанией на каждый год действия договора страхования. Выбор выкупных сумм даёт возможность страховщику управлять поведением страхователя, влиять на продолжение или расторжение договора.
Возможность получить выкупную сумму есть не всегда. Но при желании страхователя, такая возможность может быть предусмотрена в договоре. Часто в страховании это используют для привлечения клиентов. Иногда страхователь не знает, на какой точно срок он хочет заключить договор, поэтому документ, в котором предусмотрена возможность выплаты выкупной суммы, для многих выглядит более привлекательным и даёт какие-то гарантии в случае, если страхователь внезапно решит разорвать договор.
В случае расторжения договора негосударственного пенсионного обеспечения лицо может обратиться в негосударственный пенсионный фонд за выплатой выкупной суммы или для того, чтобы она была переведена в другой негосударственный пенсионный фонд. Если речь идет про обязательное пенсионное страхование, то выкупная сумма не может быть выплачена.